# Закрутье
Закрутье— деревня  в  Смоленской области России,  в Демидовском районе. Расположена в северо-восточной части области  в 13  км к северо-западу от Демидова, у  автодороги Р133 Смоленск — Невель.
Население —185 жителей (2007 год). Административный центр Закрутского сельского поселения.